# Montornès de Segarra
Montornès de Segarra è un comune spagnolo di 101 abitanti situato nella comunità autonoma della Catalogna.